# Космос-2219
Космос-2219 је један од преко 2400 совјетских вјештачких сателита лансираних у оквиру програма Космос.
Космос-2219 је лансиран са космодрома Тјуратам, Бајконур, Казахстан, 17. новембра 1992. Ракета-носач је поставила сателит у орбиту око планете Земље. Маса сателита при лансирању је износила 6600 килограма. Космос-2219 је био сателит намијењен за електронско извиђање, јављање и навођење.